# 斯洛博達-羅曼尼夫斯卡
50°35′38″N 27°44′9″E / 50.59389°N 27.73583°E
斯洛博達-羅曼尼夫斯卡（烏克蘭語：Слобода-Романівська）是烏克蘭的村落，位於該國北部日托米爾州，由茲維亞赫爾區負責管轄，面積1.72平方公里，海拔高度222米，2001年人口586，人口密度每平方公里339.91人。